# Azouz Begag
Azouz Begag (en árabe: عزوز بقاق‎; 5 de febrero de 1957, Lyon) es un economista, sociólogo y escritor francés, investigador en el Centro Nacional para la Investigación Científica (CNRS) y ministro delegado para la Igualdad de Oportunidades en el gobierno de la Unión por un Movimiento Popular (UMP) de Dominique de Villepin hasta el 5 de abril de 2007. Su labor ha sido reconocida por el Estado que le distinguió con la caballero de la Legión de Honor.
Begag, nacido en una familia de origen argelino, ha escrito aproximadamente 20 libros literarios para adultos y niños, así como canciones.

## Obra
- Le Gone Du Châaba, Éditions du Seuil, Collection Virgule, (1986)
- Béni ou le Paradis privé, Éditions du Seuil, Collection Virgule, (1989)
- L'Ilet aux vents, Éditions du Seuil, Collection Virgule, (1992)
- Les Chiens aussi, Éditions du Seuil, Collection Virgule, (1995)
- Zenzela, Éditions du Seuil, (1997)
- Dis Oualla, Éditions Fayard, Collection Libres, (1997)
- Tranches de vie, Kleth Verlag, (1998)
- Le Passeport (2000)
- Le Marteau Pique-cœur, Éditions du Seuil, (2004)
- Le mouton dans la baignoire, Fayard, (2007)

### Literatura infantil
- Les Voleurs d'écriture, Éditions du Seuil, Collection Petit Point, (1990)
- La Force du berger, La Joie de Lire, (1991)
- Jordi et le rayon perdu, La Joie de Lire, (1992)
- Les Tireurs d'étoiles, Éditions du Seuil, Collection Petits Points, (1993)
- Le Temps des villages, La Joie de Lire, (1993)
- Une semaine de vacances à Cap maudit, Éditions du Seuil, Collection Petits Points, (1993)
- Mona ou le bateau-livre, Chardon Bleu, (1994)
- Quand on est mort, c'est pour toute la vie, Gallimard, (1995)
- Ma maman est devenue une étoile, La Joie de Lire, (1996)
- Le théorème de Mamadou, Ill. Jean Claverie, Éditions du Seuil, (2002)

### Ensayos y publicaciones científicas
- L'Immigré et sa ville, Presses universitaires de Lyon, (1984)

- La banque mondiale et le financement des transports dans les pays en voie de développement, Al Mayadine - revue universitaire des études juridiques, économiques, économiques et politiques Faculté d'Oujda Maroc, (1990)

- Écarts d'identité, Seuil, (1990)

- « The Beurs, Children of North-African Immigrants in France. The issue of Integration », The Journal of Ethnic Studies, Washington, (1990)

- The French-Born Youths Originating in North African Immigration : From Socio-Spacial Relagation to Political Participation, International Migrations, Belgique, (1990)

- North-African Immigrants in France : The Socio-Spacial Representation of "here" and "there", Loughborough University of Technology, England, (1990)

- La Révolte des lascars contre l'oubli à Vaulx-en-Velin, Les Annales de la recherche urbaine, (1990)

- La Ville des autres.  La Famille immigrée et l’espace urbain, Presses universitaires de Lyon, (1991)

- Voyage dans les quartiers chauds, Les Temps Modernes, (1991)

- La pauvreté comme terrain, Métropolis, (1991)

- Rites sacrificiels des jeunes dans les quartiers en difficulté, Les Annales de la recherche urbaine, (1991)

- Entre rouiller et s'arracher, réapprendre à flâner, Les Annales de la recherche urbaine, (1993)

- Quartiers sensibles (en collaboration avec Christian Delorme), Seuil, (1994)

- Éléments de discrimination positive en France, revue Esprit libre, (1995)

- Place du Pont ou la médina de Lyon, Autrement, (1997)

- Espace et exclusion. Mobilités dans les quartiers périphériques d'Avignon, L'Harmattan, (1998)

- Du bon usage de la distance chez les sauvageons (en colaboración con Reynald Rossini), Seuil, (1999)

- Les Dérouilleurs : ces Français de banlieue qui ont réussi, Mille et une nuits, (2002)

- L’Intégration, Le Cavalier Bleu, (2003)

- C’est quand il y en a beaucoup…, Belin, (2011)